# Leo Bordeianu
Leo Bordeianu (n. 19 iulie 1955, în satul Coșnița, raionul Dubăsari, actuala Republică Moldova) este un poet, publicist, matematician și editor român.

## Biografie
S-a născut pe data de 19 iulie, 1955, în satul Coșnița din raionul Dubăsari.

### Studii
În 1977, absolvește Facultatea de Matematică și Cibernetică a Universității de Stat din Moldova, Chișinău.
Între 1982 și 1985 este doctorand la Academia de Științe din Uniunea Sovietică.

## Cariera

### Literară
Debutează cu poeme în revista „Moldova” (1984).
Publică în revistele de cultură din Republica Moldova, România, Italia, Franța, Olanda, SUA etc.: Contrafort, România literară, Limba Română, Convorbiri literare, Poezia, Cronica, Familia, Poesis ș.a. Susține rubrici permanente în revistele „Limba Română”, „Flux”, „Moldova”, „Noi” și „Florile dalbe”.
În cadrul revistei “Noi”, la fiecare trei ani, a pregătit pentru tipar și a prefațat antologii poetice cuprinzînd cele mai bune lucrări ale cititorilor apărute în paginile publicației: „Dragoste amară” (1995), „Buletin de identitate” (1998), „Pasărea de cafea” (2001), „Catargele luminii” (2004), „Sufletul, ca varul nestins” (2007) și „Alb-negru asimetric” (2010).

### Profesională
Colaborator la Centrul de Calcul al U.S.M. (1977 – 1991); secretar de redacție la revistele „Limba Română” (1991 – 2002) și „Moldova” (2003 – 2009); șef redacție literară la revistele „Noi” (din 1992) și „Florile dalbe” (2004 – 2011); șef sector la revista „Monitorul Oficial al Republicii Moldova” (2010 – 2017), redactor-șef la ziarul de cultură creștin-ortodoxă pentru copii și adolescenți „Scara spre Cer” (din 2010).

## Opera

### Volume de versuri
- 1989 - Mai multă dragoste decât ură, Editura „Literatura Artistică”, Chișinău
- 1993 - Palpabilitatea marginilor, Editura „Hyperion”, Chișinău
- 2000 - Pânzele albe ale libertății, Editura „Augusta”, Timișoara
- 2005 - Linie de demarcație, Editura „Augusta”, Timișoara
- 2011 - Nimeni să nu se teamă de moarte, Editura „Axios”, Chișinău
- 2013 - Lumini peste ape, Editura „Tipo Moldova”, Colecția OPERA OMNIA, Iași
- 2017 - Harta, Editura „Prut Internațional”, Chișinău

## Prezent în antologii
- 1993 - Златна лажица, (în limba macedoneană), selecție și traducere de Dumitru M. Ion, Editura „Cultura”, Skopje
- 1995 - Portret de grup. O altă imagine a poeziei basarabene, Editura „Arc”, Chișinău
- 1998 - Echos poètiques de Bessarabie, (ediție bilingvă – română-franceză), coordonator – prof. Valeriu Rusu, Editura „Știința”, Chișinău
- 1999 - Metafore românești din Basarabia, Editura „Cronica”, Iași
- 2003 - Poeți contemporani din Basarabia, selecție de Iulian Filip, Editura „Biblioteca Tîrgoviște”, Tîrgoviște
- 2003 - Singular destinies. Contemporary Poets of Bessarabia, selecție și traducere de Cristina Cârstea, Adam J. Sorkin și Sean Cotter, Editura „Cartier” Chișinău
- 2007 - Poeți contemporani din Basarabia. Ediția II, selecție de Iulian Filip, Editura „Biblioteca Tîrgoviște”, Tîrgoviște
- 2010 - Poeți din Basarabia. Un veac de poezie românească, selecție de Adrian Dinu Rachieru, Editura Academiei Române/Editura „Știința”, București/Chișinău
- 2014 - Antologie de poezie română contemporană, vol. II, ediție în limbile română, franceză, engleză și germană, Editura „Tipo Moldova”, Iași
- 2015 - Portret de grup. După 20 de ani, Editura „Cartier”, Chișinău
- 2016 - Poeți basarabeni contemporani, Editura „Știința”, Chișinău
- 2017 - Literatura din Basarabia. Început de secol XXI. Poezie, Editura „Știința”, Chișinău

Poezia sa este tradusă în rusă, engleză, franceză, italiană ș.a.

## Premii literare și distincții. Afilieri
- 1990 - Devine membru al Uniunii Scriitorilor din Moldova.
- 1994 - Devine membru al Uniunii Scriitorilor din România.
- 2001 - Premiul Uniunii Scriitorilor din Moldova pentru volumul Pânzele albe ale libertății.